# صلي (السدة)
صلي هي إحدى قرى عزلة المرخام بمديرية السدة التابعة لمحافظة إب، بلغ تعداد سكانها 271 نسمة حسب تعداد اليمن لعام 2004.